# Александър Ганчев
Александър Ганчев Банов е български офицер, военен теоретик, дипломат и историк, публицист, определян като един от видните български военни теоретици и историци.

## Биография
Александър Ганчев е роден на 20 декември 1878 година в Плевен. Завършва Военното училище в София. Служи в Четвърти пехотен плевенски полк, по-късно е адютант на Пета пехотна дивизия. През 1909 година завършва Военна академия в Торино, Италия. Началник е на отделение в Щаба на армията. През 1910 – 1911 година заедно с Димитър Азманов публикува сборника „Тактически задачи“, който се определя като пръв по своя вид в България и предизвиква интерес във военните среди. По време на Итало-турската война е командирован към Щаба на италианския експедиционен корпус в Триполитания, след което, до 1914 година е военен аташе в Рим. През 1915 година е преподавател по Военна организация в новооткритата Военна академия.

При намесата на България в Първата световна война подполковник Ганчев получава назначение за командир на 3-та дружина в 4 пехотен Плевенски полк. Д-р Димитър Гаврийски, който служи в полка, пише за Ганчев: 
| „ | Вярната му схватливост и трезвост по военни и политически въпроси правеше силно впечатление на всички... той биваше често търсен, за да се изслушат възгледите му по хода на военните действия и политиката. Дружеше с нас – запасните подпоручици и поручици като с другари, като с равни, въпреки голямата разлика между чертите и звездите... | “ |

През 1916 г. е помощник-началник щаб на Първа армия. От януари 1917 до есента на 1917 година е командир на 42 пехотен полк, който е на позиции на река Серет и на Македонския фронт. На 14 октомври 1917 г. е произведен в чин полковник, което е последвано от назначението му за началник на Военно-политическото отделение в Главната квартира на Действащата армия. През 1918 г. е началник на Генералщабното отделение при Военната академия в София.
Уволнен е от армията през 1919 година. Отдава се на научна, публицистична и обществена дейност.
В 1920 година запасен полковник Ганчев е привлечен като специалист по военната организация при създаването на Трудовата повинност. До падането на правителството на БЗНС през 1923 година е началник на отдел в Дирекция на трудовата повинност. Автор е на наредбите и правилниците, по които се управлява дирекцията.
На Първия извънреден конгрес на Съюза на запасните офицери през май 1920 година, заедно с генерал Панайот Сантурджиев е избран за негов заместник-председател. Не е включен в състава на Централното управление на Съюза на Втория извънреден конгрес през септември 1920 година. Отново е избран за заместник-председател на Съюза през 1936, 1937 и 1942 година. В 1936 година е избран сред българските делегати на учредителния конгрес на Постоянния международен комитет на бившите бойци, състоял се на следващата година.. Полковник Ганчев е и член на Върховния съвет на Общия съюз на запасното войнство, подпредседател е на Военнонаучния институт и на Дружеството на военните писатели.
През 1943 г. полк. Ал. Ганчев заедно с доц. Марко Марков и д-р Миладин Апостолов е включен в българската делегация в Международната комисия за разследване на обстоятелствата около избиването на полските офицери в Катинската гора.
След Деветосептемврийския преврат през 1944 г. е арестуван под претекст за извършване на справка. Отведен е в 5-и участък на милицията, като на другия ден е отведен в Щаба на милицията в хотел „Славянска беседа“. Оттам го прехвърлят в Дирекция на полицията на пл. „Лъвов мост“, но оттук следите му се губят. Вероятно е екзекутиран без съд и без присъда. Впоследствие е осъден задочно на 4 април 1945 г. от 6-и състав на т. нар. Народен съд, който съди интелектуалците, като в обвинителния акт е отбелязано, че се води в неизвестност. Според присъдата му е наложена глоба от 50 000 лв., а семейството му е интернирано от София.

### Журналистическа дейност
През 1919 година полковник Ганчев е последен редактор на седмичника „Военни известия“. Главен редактор и уредник е на списание „Българска военна мисъл“ (1934 – 1943) и на органа на Общия съюз на запасното войнство, в. „България“ (1942 – 1944). Сътрудничи на вестниците „Слово“, „Вечер“, „Дума“, „Отечество“ и други. През януари-март 1941 година е директор на седмичника „Утрешна България“.
Член е на Дружеството на Софийските вестникари и на Дружеството на българските публицисти.

## Военни звания[2]
- Подпоручик (1 януари 1899)
- Поручик (1 януари 1903)
- Капитан (31 декември 1906)
- Майор (2 август 1912)
- Подполковник (2 август 1915)
- Полковник (14 октомври 1917)

## Награди
- Военен орден „За храброст“ IV степен, 2 клас[11]
- Орден „Св. Александър“ III с мечове отгоре
- Орден За военна заслуга, ІІІ и ІV степен, с лента
- Германски „Железен кръст“

## Съчинения
- Тактически задачи, ч. І-ІІ, София, 1910 – 1911 (в съавторство с Димитър Азманов)
- Червената болшевишка армия, София, 1922, 28 с.
- Балканският полуостров. География, история, икономика, политика, стратегия, София, 1932, 170 с.
- Балканските държави Албания, Гърция, Румъния, Югославия, тяхната стопанска и военна мощ, София, 1932, 222 с.
- Въздушна война. Отбрана на населените пунктове и лична самозащита, София, 1934, 32 с.
- Войните през Третото българско царство, т. І-ІІ, София, 1935, 1937; второ издание – София, 1944
- Национални стремежи, надживели вековете, Кърджали, 1937, 32 с.
- Впечатления от днешна Германия, София, 1939, 29 с.
- Междусъюзническата война 1913, София, 1940, 209 с.
- Многовековният ни стремеж към юг, София, 1940, 32 с.
- Нова Европа и утрешна България, София, 1943, 31 с.